# Cardinal (Amtrak)
Pour les articles homonymes, voir Cardinal.
Le Cardinal est un train de voyageurs mis en œuvre par Amtrak, circulant 3 fois par semaine et reliant les villes de New York et de Chicago via Philadelphie, Washington D.C, Charlottesville, Charleston, Huntington, Cincinnati et Indianapolis. Il fait partie avec le Capitol Limited et le Lake Shore Limited des 3 trains reliant la côte nord-est à Chicago.
Les trains partent de New York les dimanches, les mercredis et les vendredis. Les départs de Chicago s'effectuent quant à eux les mardis, jeudis et samedis. Le trajet, long de 1844 km s'effectue en un peu plus de 28 heures.
Ce train était doublé entre Indianapolis et Chicago par le Hoosier State, qui reliait les 2 villes les 4 jours où le Cardinal ne le faisait pas. Ce train est suspendu depuis le 30 juin 2019 car l'Etat de l'Indiana a arrêté de le financer.
Durant l'année 2019, le Cardinal a transporté 108 935 voyageurs soit 12,5 % de plus qu'en 2018,. En 2016 ce train a généré un revenu de 7 658 608 millions de dollars soit 0.2 % de plus qu'en 2015.

## Histoire
Le Cardinal est le successeur de plusieurs trains issus de compagnies différentes tels que le James Whitcomb Riley de la New York Central Railroad (puis de la Penn Central Transportation Company) ou encore le George Washington de la Chesapeake and Ohio Railway (C&O). Le James Whitcomb Riley était un train de jour qui reliait Chicago et Cincinnati via Indianapolis. Le George Washington, le train porte-drapeau de la C&O était un train de nuit entre Cincinnati et Washington D.C ou Newport News via Charlottesville (où le train était séparé en 2 sections). À partir de la fin des années 50, le James Whitcomb Riley a tracté les voitures du George Washington entre Cincinnati et Chicago. Ces 2 trains ont survécu jusqu'à la formation d'Amtrak en 1971.

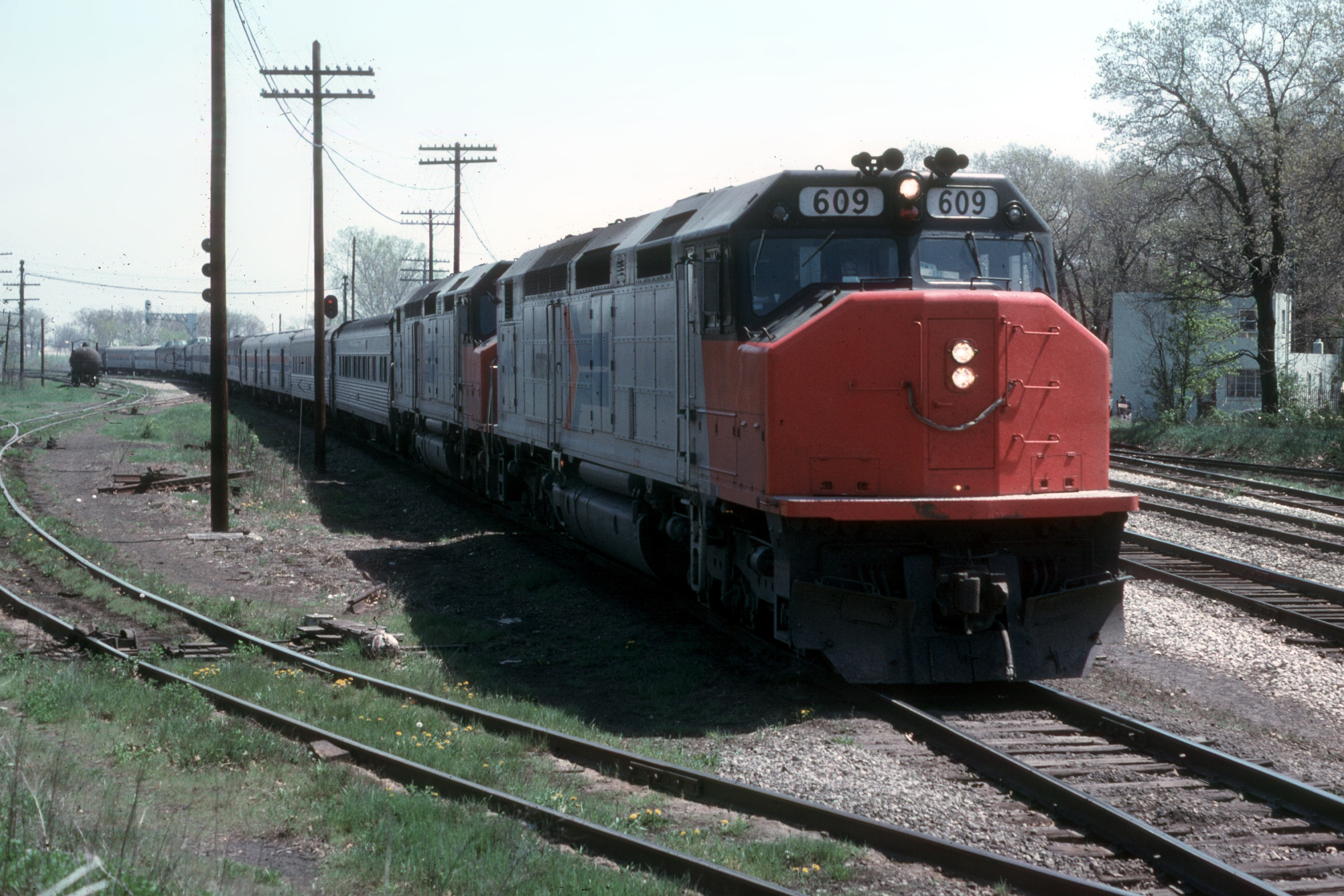
James Whitcomb Riley à Griffith en mai 1975

Amtrak a conservé le service presque à l'identique pendant le printemps et l'été 1971. Cependant, les 2 services ont commencé à échanger leur matériel à partir du 12 juillet 1971 pour les voitures équipées de sièges inclinables et à partir du 8 septembre pour les voitures-lits. Le 14 novembre de la même année, le James Whitcomb Riley et George Washington ont fusionné en un seul train longue distance circulant entre Washington D.C et Chicago Le train allant vers l'est sera dénommé le George Washington et porte le numéro 50 tandis que le train en direction de l'ouest portait le numéro 51 et était nommé le Riley. Ces 2 trains furent brièvement prolongés à l'est jusqu'à Boston avant d'être ramenés à Washington D.C en 1972. La fusion complète des deux services interviendra le 19 mai 1974, quand le George Washington sera totalement absorbé par le Riley.
À partir de la création d'Amtrak, le Riley subissait des ralentissements importants dus au mauvais état des voies de l'ancienne compagnie New York Central Railroad dans l'Indiana. Il a été déplacé une première fois en 1973 sur l'ancienne voie de la Pennsylvania Railroad à travers Indianapolis. Il fut décidé à nouveau de déplacer le Riley hors des voies historiques de la Penn Central Transportation Company et pour cause, les voies s'étaient tellement détériorées que le train était limité à 16 km/h durant une grande partie de la traversée de l'Indiana. Un certain nombre d'autres trains Amtrak circulant sur d'anciennes voies de la Penn Central Transportation Company ont connu des problèmes similaires. La branche du Riley vers Newport News a été supprimée en 1976 remplacée par un nouveau train: le Colonial.
Le James Whitcomb Riley fut renommé le Cardinal le 30 octobre 1977 en référence au fait que le Cardinal est l'oiseau symbole des 6 États traversés par le train. Cependant, en raison du mauvais état des voies, le train a régulièrement changé de voies. Une première fois sur un itinéraire Penn Central Transportation Company/Conrail ayant auparavant fait partie du réseau de la Pennsylvania Railroad puis une dernière fois sur une ancienne voie de la Baltimore and Ohio Railroad via Cottage Grove en 1980.
Le Cardinal fut prolongé à New York dans le but d'améliorer les revenus du service. Auparavant le Broadway Limited circulait entre New York et Chicago en utilisant les voies du Corridor Nord-Est jusqu'à Philadelphie et n'allait donc pas jusqu'à Washington D.C. Ce train fut supprimé le 30 septembre 1981 mais recréé le 8 janvier 1982 en utilisant un autre itinéraire via Richmond et Muncie. Ce service fut modifié le 27 avril 1986 avec le déplacement du train sur son itinéraire actuel via Indianapolis.
Le 29 octobre 1995, le Cardinal fut à nouveau limité à Washington D.C après la mise en place des voitures Superliner  à 2 niveaux. Le 27 octobre 2002 en raison de plusieurs déraillements sur d'autres routes causant un manque de voitures Superliner, ces dernières furent remplacées par des voitures Viewliner à 1 niveau. Cependant le service jusqu'à New York ne fut rétabli que le 27 octobre 2003 et uniquement le dimanche. Il fallut attendre le 26 avril 2004 pour voir à nouveau le Cardinal circuler jusqu'à New York tous les jours de la semaine.
Du 29 mars 2018 au 8 novembre 2018, le terminus fut à nouveau ramené à Washington D.C à cause de travaux en gare de New York Pennsylvania Station.

### Hoosier State

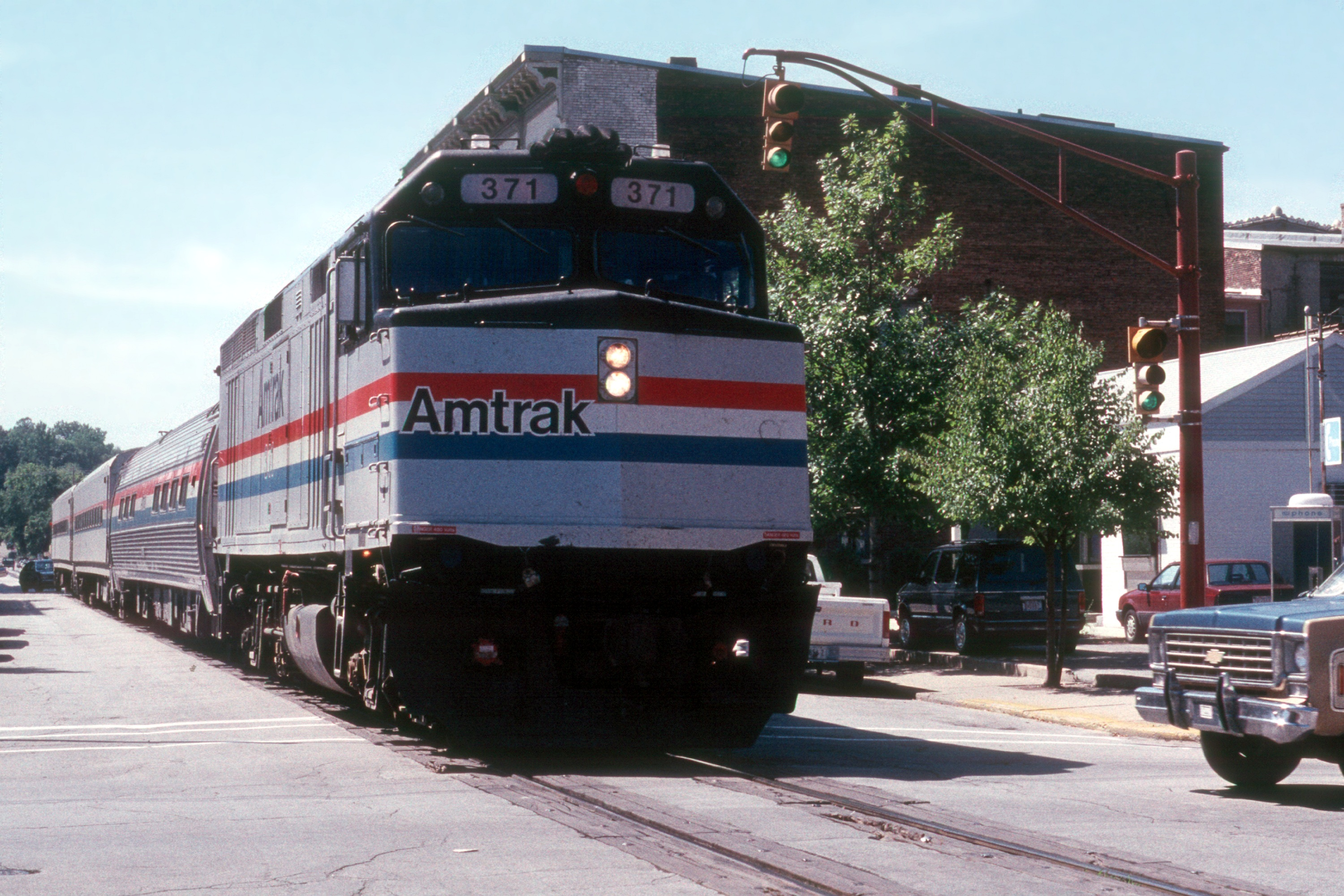
Le Hoosier State quittant la gare de Lafayette en septembre 1990.

Après l'arrivée du Cardinal à Indianapolis, il fut décidé d'opérer conjointement ce dernier avec le Hoosier State qui effectuait une liaison journalière entre Chicago et Indianapolis. Le Hoosier State circulait donc les jours où le Cardinal ne circulait pas. Cette configuration cessera le 25 octobre 1987 quand l'Hoosier State devint à nouveau un train journalier. Le service cessera le 8 septembre 1995 mais sera remis en place le 19 juillet 1998 mais uniquement les jours où le Cardinal ne roulait pas.
Le 17 décembre 199, Amtrak a prolongé le Hoosier State à Jeffersonville puis à Louisville et l'a renommé le Kentucky Cardinal. Ce nouveau train était quotidien et combiné au Cardinal lorsque celui-ci roulait également. Le Kentucky Cardinal fut supprimé le 4 juin 2003 et le Hoosier State fut remis en place les jours où le Cardinal ne roulait pas.
Après que l'Indiana eut arrêté de le financer, l'Hoosier State fut arrêté le 30 juin 2019. Les passagers étant compensés avec des billets sur le Cardinal.

### Futur
Dans son numéro de juillet 2010, le magazine Trains déclara que le Cardinal faisait partie de l'un des 5 trains dont il était prévu une amélioration de performance. Il était prévu de le faire devenir un train quotidien avec de meilleurs services à bord et éventuellement de déplacer son terminus ouest à Saint-Louis. Le magazine Railfan and Railroad a également suggéré que le train soit réacheminé vers Saint-Louis, avec une section distincte à destination de Chicago.
Au début d'octobre 2010, Amtrak a publié un rapport détaillant ses plans pour permettre au Cardinal de passer d'un service tri-hebdomadaire à un service journalier, ainsi que pour permettre l'augmentation de la ponctualité et du service. Le numéro de janvier 2011 du magazine Trains a révélé qu'Amtrak abandonnerait le réacheminement vers Saint-Louis ainsi que la mise en place des voitures Superliner mais adopterait à la place non seulement le service quotidien, mais aussi l'achat de voitures-dômes qui seront utilisées entre Washington D.C et Chicago. En outre, l'itinéraire vers la gare Union de Chicago serait modifié et les plates-formes des gares le long de l'itinéraire contenant de la poussière de charbon seraient nettoyées.
Cependant, un obstacle à la mise en service journalier du Cardinal persiste. Il s'agit de la capacité limitée des voies de la Buckingham Branch Railroad, une courte ligne utilisée entre Orange et Clifton Forge à la place d'ancienne ligne de C&O/CSX. L'intense trafic fret dans ce secteur empêche le passage au service journalier. Ce problème a également empêché le projet de train de luxe le Greenbrier Presidential Express d'être mené à bien alors qu'il n'aurait effectué qu'un aller-retour par semaine. La Buckingham Branch Railroad a besoin de fonds supplémentaires pour agrandir plusieurs voies d'évitement avant d'autoriser un service supplémentaire. Un autre obstacle est la congestion du fret à Chicago, en particulier au 75th Street Corridor sur le côté sud de Chicago. Des améliorations d'infrastructure sont apportées aux deux obstacles. Des travaux ont été effectués sur la partie de la ligne de la Buckingham Branch Railroad entre Orange et Gordonsville, ce qui a permis de relever la vitesse des trains en 2017. Le Chicago Region Environmental and Transportation Efficiency Program (CREATE) a reçu un financement via un partenariat public-privé pour le 75th Street Corridor avec une construction qui a commencé en 2018 et qui devrait se finir en 2025,.
À partir du 1er octobre 2019, les repas traditionnels préparés à bord ont été supprimés et remplacés par un menu réduit de repas pré-chargés avant le départ. En conséquence de ce changement, les modifications apportées à la composition du train permettront à la voiture-restaurant de servir de voiture-salon à l'usage exclusif des passagers des voitures-lits.

## Composition du train
Au début des années 90, le Cardinal fonctionnait avec la composition classique d'un train longue distance d'Amtrak comprenant 2 F40 PH, plusieurs wagons de manutention de matériel (MHC) suivis de plusieurs fourgons à bagages. La partie passagers comprenait plusieurs voitures équipées de sièges inclinables de type Amfleet et une voiture-salon de type Amfleet, d'une voiture-restaurant Heritage, de deux ou trois voitures-lits de type Heritage et enfin d'un dortoir. À la suite de la livraison des voitures à deux niveaux Superliner II, le  Cardinal en fut équipé en 1995. Ces voitures ne permettaient du fait de leurs hauteurs de voyager au nord de Washington, ce qui causa l'abandon du terminus à New York. La composition changea avec 2 voitures-lits, une voiture-salon, 1 voiture-restaurant et de deux voitures équipées de sièges inclinables dont une permet de stocker les bagages.
En 2002, deux déraillements sur d'autres itinéraires ont mis hors service de nombreux wagons Superliner. Pour cette raison, le matériel Superliner était en nombre insuffisant pour être utilisé sur le Cardinal. Le Cardinal a été rééquipé avec une des voitures longue distance à un seul niveau. À la suite de pénuries de matériel roulant, le Cardinal a encore été réduit et ne comprenait plus que des voitures équipées de sièges inclinables et une voiture combinant le salon et une partie restauration. Bien que des voitures-lits seront réutilisées sur cet itinéraire par la suite, le train n'aura plus de voiture-restaurant dédiée depuis ce jour. De même, si le fourgon à bagages a également été supprimé, il a été restauré mi-2010. En 2016, Amtrak a ajouté un service de classe affaires au Cardinal.
La composition actuelle du Cardinal comprend une locomotive unique GE P42DC, trois voitures équipées de sièges inclinables Amfleet II, une seule voiture de salle à manger Amfleet II, une ou deux voitures-lits Viewliner I et un fourgon à bagages Viewliner II.

## Itinéraire
Amtrak considère l'itinéraire du Cardinal comme l'un des plus pittoresques de son réseau. Après un départ tôt le matin de New York et un voyage vers le sud dans le Northeast Corridor, le train traverse le pays des chevaux de Virginie, à travers la Blue Ridge Parkway et la Vallée de Shenandoah. Par la suite, le train franchit les Monts Allegheny en marquant un arrêt à la station balnéaire de White Sulphur Springs, qui abrite The Greenbrier, une célèbre station balnéaire de luxe. Le Cardinal continue alors le long de la rivière nationale New River Gorge, la gorge de rivière la plus longue et la plus profonde de l'est des États-Unis. La rivière est populaire pour le rafting en eaux vives, et les falaises attirent les grimpeurs. Les forêts s'embrasent de feuillage d'automne et le train est généralement plein pendant la haute saison. Le Cardinal ajoutera souvent à l'automne la seule voiture-dôme pleine longueur restante du service Amtrak, la voiture numéro 10031.
Les horaires sont faits de sorte à permettre la traversée de jour de la rivière New River Gorge presque toute l'année. En direction de l'ouest, le train voyage de nuit de Charleston, en Virginie occidentale, à Indianapolis, où il arrive vers l'aube, atteignant Chicago en milieu de matinée. Vers l'est, le Cardinal part en fin d'après-midi, atteignant Indianapolis avant minuit, Charleston en milieu de matinée et New York en fin de soirée. Malheureusement, Cincinnati est desservie dans les deux sens avec des arrêts après minuit, mais environ 15 000 passagers par an arrivent ou partent de cette gare.

Le Cardinal  fait partie avec le Sunset Limited des deux seuls parmi les 15 trains longue distance d'Amtrak à fonctionner seulement trois jours par semaine. Comme les autres trains longue distance, les passagers ne sont pas autorisés à voyager uniquement entre les gares du corridor nord-est. Les trains en direction est ne s'arrêtent que pour décharger les passagers et les trains en direction ouest s'arrêtent uniquement pour recevoir des passagers. Cette politique vise à garder des sièges disponibles pour les passagers effectuant des voyages plus longs ; les passagers voyageant entre les gares du Northeast Corridor peuvent utiliser les services plus fréquents comme l'Acela Express ou le Northeast Regional.